# Occidryas carmentis
Occidryas carmentis är en fjärilsart som beskrevs av Barnes och Benjamin 1926. Occidryas carmentis ingår i släktet Occidryas och familjen praktfjärilar. Inga underarter finns listade i Catalogue of Life.